# Правительство Ренци
Правительство Ренци (итал. Governo Renzi) — 63-е правительство Итальянской Республики, действовало с 22 февраля 2014 года по 12 декабря 2016 года под председательством Маттео Ренци.

## Общие сведения
Правительство стало вторым, сформированным парламентом XVII-го созыва, оно сменило правительство Энрико Летта, ушедшее в отставку 14 февраля 2014 года. Президент Наполитано поручил Ренци сформировать новое правительство 17 февраля 2014 года. Кабинет принял присягу 22 февраля 2014 года.

## Правящая коалиция
- Демократическая партия
- Гражданский выбор
- Новый правый центр
- Союз Центра
- Пополяры за Италию (до 3 июня 2015 года)
- Итальянская социалистическая партия

## Состав правительства

### Формирование
Правительство возглавляет Маттео Ренци. На момент формирования в правительство входили 16 министров, из которых трое являлись министрами без портфеля; 8 министров — женщины. Ренци представил список министров президенту Наполитано 21 февраля 2014 года, причём последняя консультация состоялась в ночь накануне этого события, когда он встретился с лидером Нового правого центра Анджелино Альфано. Также присутствовали Грациано Дельрио, Дарио Франческини и Маурицио Лупи; в ходе переговоров Ренци поставил Альфано перед выбором: либо кресло заместителя председателя Совета министров, либо пост министра внутренних дел (в правительстве Летта тот совмещал обе эти должности); Альфано выбрал последнее и следующим днём выступил на ассамблее своей партии с речью, в которой выразил удовлетворение достигнутой договорённостью. На момент представления в министерствах не были заняты должности младшего статс-секретаря (Sottosegretario di Stato) и заместителя министра (Viceministro), эти вакансии были замещены 28 февраля 2014 года, когда были назначены 44 младших статс-секретаря (9 из них заняли должности заместителей министров); должность заместителя председателя Совета министров (Vice Presidente del Consiglio dei Ministri) упразднена. Наблюдатели обратили внимание на примечательное обстоятельство: четыре министра в новом правительстве не имеют высшего образования (министр здравоохранения Беатриче Лоренцин, министр сельского хозяйства Маурицио Мартина, министр юстиции Андреа Орландо, а также министр труда и соцобеспечения Джулиано Полетти). Видимо, это информация неверна в отношении Маурицио Мартина — он окончил университет Мачераты в 2004 году.

### Изменения в составе

#### 2014 год
3 марта 2014 года младший статс-секретарь Министерства инфраструктуры и транспорта Антонио Джентиле (представитель Нового правого центра) ушёл в отставку. 10 марта 2014 года был опубликован указ президента Республики о принятии этой отставки.
4 июля 2014 года заместитель министра сельского хозяйства Андреа Оливеро, а также младший статс-секретарь Министерства иностранных дел Марио Джиро, вышли из партии «Пополяры за Италию» и приняли участие в новом движении Democrazia Solidale, более близком к Демократической партии.
19 сентября 2014 года младший статс-секретарь Министерства образования, университетов и научных исследований Роберто Реджи вышел из правительства в связи с назначением его директором Агентства по управлению государственным имуществом Министерства экономики и финансов.
30 сентября 2014 года Джованни Леньини освободил место младшего статс-секретаря Министерства экономики и финансов в связи со вступлением его в должность заместителя председателя Высшего совета магистратуры — одной из важнейших властных структур Италии наряду с Высшим советом обороны и другими, с функцией обеспечения независимости судебной системы от прочих ветвей власти.
31 октября 2014 года Паоло Джентилони принёс присягу в качестве нового министра иностранных дел, сменив Федерику Могерини, которая 1 ноября 2014 года заняла должность верховного представителя Евросоюза по иностранным делам и политике безопасности.
10 ноября 2014 года освободившуюся после ухода Леньини должность в Министерстве экономики и финансов заняла Паола Де Микели, а Давиде Фараоне, в свою очередь, стал младшим статс-секретарём Министерства образования, университетов и научных исследований вместо Роберто Реджи.

#### 2015 год
26 января 2015 года ушла в отставку министр по делам регионов Мария Кармела Ланцетта, принявшая предложение губернатора Калабрии Марио Оливерио о работе в правительстве региона. Полномочия по обеспечению территориального единства и руководству спортом перешли к секретарю аппарата правительства Грациано Дельрио (указ президента Республики о принятии отставки был подписан 30 января 2015 года).
6 февраля 2015 года объявлено о переходе в Демократическую партию представителей «Гражданского выбора» в правительстве — министра образования Стефании Джаннини и заместителя министра экономического развития Карло Календа.
25 февраля 2015 года сенатор и младший статс-секретарь Министерства иностранных дел Бенедетто Делла Ведова вышел из партии «Гражданский выбор».
20 марта 2015 года министр инфраструктуры и транспорта Маурицио Лупи на заседании Палаты депутатов сделал официальное объявление о своей отставке после обвинений в коррупции, распространившихся в прессе. Временно исполняющим обязанности министра стал Маттео Ренци (23 марта был опубликован указ президента). 22 марта 2015 года в интервью газете la Repubblica премьер Ренци отрицательно ответил на вопрос, уйдут ли в отставку после Марио Лупи также пять младших статс-секретарей, находящихся под следствием. Пятеро из них представляют Демократическую партию (Барраччу, Дель Бассо Де Каро, Де Филиппо, Буббико и Фараоне), и один — Новый правый центр (Кастильоне). Ренци объяснил свою позицию требованием соблюдения презумпции невиновности и назвал уход Лупи особым случаем, поскольку правительство не требовало от него такого шага.
2 апреля 2015 года секретарь аппарата Совета министров Грациано Дельрио занял должность ушедшего в отставку Маурицио Лупи, приняв в восемь часов вечера присягу в качестве нового министра инфраструктуры и транспорта.
9 апреля 2015 года заместитель министра экономического развития Клаудио Де Винченти назначен младшим статс-секретарём аппарата правительства, секретарём Совета министров вместо Дельрио.
3 июня 2015 года младший статс-секретарь Министерства образования Анджела Д'Онгия и младший статс-секретарь Министерства обороны Доменико Росси после выхода «Пополяров за Италию» из правящей коалиции объявили о прекращении своего членства в этой партии.
15 июня 2015 года заместитель министра иностранных дел Лапо Пистелли ушёл в отставку в связи с назначением на должность старшего вице-президента корпорации Eni.
2 ноября 2015 года младший статс-секретарь Министерства культурного наследия, культурной деятельности и туризма Франческа Барраччу указом президента Италии уволена с занимаемой должности (21 октября 2015 года она подала в отставку после привлечения её прокуратурой Кальяри к расследованию по подозрению в нецелевом использовании 81 тыс. евро в бытность членом регионального совета Сардинии).

#### 2016 год
28 января 2016 года заместитель министра юстиции Энрико Коста назначен министром по делам регионов взамен Марии Кармелы Ланцетта, ушедшей в отставку годом ранее (в сферу его полномочий также включены вопросы семьи и проблем Юга Италии), а также замещены вакансии 12 заместителей министров и младших статс-секретарей. Младший статс-секретарь Министерства экономики и финансов Энрико Дзанетти повышен до заместителя министра, аналогичное повышение получил в своём ведомстве младший статс-секретарь Министерства иностранных дел и международного сотрудничества Марио Джиро; младший статс-секретарь министерства труда Тереза Белланова стала заместителем министра экономического развития. Новыми младшими статс-секретарями стали Томмазо Нанничини (Tommaso Nannicini) в аппарате Совета министров, Энцо Амендола в МИДе, Федерика Кьявароли (НПЦ) и Дженнаро Мильоре (ДП) — в Министерстве юстиции. Антимо Чезаро (ГВ) и Дорина Бьянки назначены младшими статс-секретарями в Министерство культурного наследия, культурной деятельности и туризма, младший статс-секретарь Министерства инфраструктуры и транспорта Симона Викари переведена на аналогичную должность в Министерстве экономического развития. Антонио Джентиле, ушедший в отставку в марте 2014 года с должности младшего статс-секретаря Министерства инфраструктуры и транспорта из-за обвинений в оказании давления на местную прессу в Калабрии, вернулся на аналогичную должность, но в Министерстве экономического развития. Заместителем министра экономического развития стал Иван Скальфаротто. На 19.00 29 января назначена присяга и, следовательно, вступление в должность Энрико Коста, на 21.00 в тот же день — присяга младших статс-секретарей.
14 февраля 2016 года президент Маттарелла принял отставку заместителя министра экономического развития Карло Календа, назначенного на должность постоянного представителя Италии при Европейском союзе (указ вступил в силу 18 марта 2016 года).
5 апреля 2016 года президент Маттарелла назначил Маттео Ренци временно исполняющим обязанности министра экономического развития (31 марта 2016 года министр экономического развития Федерика Гуиди подала в отставку после публикации перехвата её телефонного разговора с другом Джанлукой Джемелли, в котором она якобы пообещала тому добиться внесения в финансовый «закон стабильности» поправки, отвечающей экономическим интересам Джемелли).
10 мая 2016 года бывший постоянный представитель Италии в Евросоюзе Карло Календа принёс присягу в качестве нового министра экономического развития, а министр конституционной реформы Мария Элена Боски получила полномочия в области обеспечения равных возможностей и международного усыновления.

### Список
| Должность                                                              | Имя                        | Партия      | Примечания |
| ---------------------------------------------------------------------- | -------------------------- | ----------- | --- |
| Аппарат Совета министров                                               |                            |             | |
| Председатель Совета министров                                          | Маттео Ренци               | ДП          | |
| Младший статс-секретарь                                                | Клаудио Де Винченти        | ДП          | Секретарь аппарата Совета министров с 9 апреля 2015 года. |
| Младший статс-секретарь                                                | Грациано Дельрио           | ДП          | Секретарь аппарата Совета министров. 26 января 2015 года дополнительного принял полномочия в области обеспечения территориального единства и руководства делами спорта. В должности до 2 апреля 2015 года (назначен министром инфраструктуры и транспорта). |
| Младший статс-секретарь                                                | Лука Лотти                 | ДП          | |
| Младший статс-секретарь                                                | Сандро Гоци                | ДП          | |
| Младший статс-секретарь                                                | Томмазо Нанничини          |             | С 29 января 2016 года. |
| Полномочное управление безопасности Республики                         |                            |             | |
| Младший статс-секретарь                                                | Марко Миннити              | ДП          | |
| Министерство иностранных дел                                           |                            |             | |
| Министр                                                                | Паоло Джентилони           | ДП          | С 31 октября 2014 года. |
| Министр                                                                | Федерика Могерини          | ДП          | Вышла из правительства 31 октября 2014 года. |
| Заместитель министра                                                   | Марио Джиро                | Независимый | С 29 января 2016 года. |
| Заместитель министра                                                   | Лапо Пистелли              | ДП          | До 15 июня 2015 года. |
| Младший статс-секретарь                                                | Бенедетто Делла Ведова     | Независимый | До 25 февраля 2015 года представлял ГВ. |
| Младший статс-секретарь                                                | Марио Джиро                | Независимый | До 4 июля 2014 года представлял партию Пополяры за Италию. Занимал должность до 29 января 2016 года. |
| Младший статс-секретарь                                                | Винченцо Амендола          | ДП          | С 29 января 2016 года. |
| Министерство внутренних дел                                            |                            |             | |
| Министр                                                                | Анджелино Альфано          | НПЦ         | |
| Заместитель министра                                                   | Филиппо Буббико            | ДП          | |
| Младший статс-секретарь                                                | Джанпьеро Боччи            | ДП          | |
| Младший статс-секретарь                                                | Доменико Манционе          | Независимый | |
| Министерство обороны                                                   |                            |             | |
| Министр                                                                | Роберта Пинотти            | ДП          | |
| Младший статс-секретарь                                                | Джоакино Альфано           | НПЦ         | |
| Младший статс-секретарь                                                | Доменико Росси             | Независимый | До 3 июня 2015 года представлял партию Пополяры за Италию |
| Министерство юстиции                                                   |                            |             | |
| Министр                                                                | Андреа Орландо             | ДП          | |
| Заместитель министра                                                   | Энрико Коста               | НПЦ         | До 29 января 2016 года. |
| Младший статс-секретарь                                                | Козимо Ферри               | Независимый | |
| Младший статс-секретарь                                                | Федерика Кьявароли         | НПЦ         | С 29 января 2016 года. |
| Младший статс-секретарь                                                | Дженнаро Мильоре           | ДП          | С 29 января 2016 года. |
| Министерство экономики и финансов                                      |                            |             | |
| Министр                                                                | Пьер Карло Падоан          | Независимый | |
| Заместитель министра                                                   | Луиджи Казеро              | НПЦ         | |
| Заместитель министра                                                   | Энрико Морандо             | ДП          | |
| Заместитель министра                                                   | Энрико Дзанетти            | ГВ          | C 29 января 2016 года. |
| Младший статс-секретарь                                                | Пьер Паоло Баретта         | ДП          | |
| Младший статс-секретарь                                                | Паола Де Микели            | ДП          | С 10 ноября 2014 года. |
| Младший статс-секретарь                                                | Джованни Леньини           | ДП          | Вышел из правительства 30 сентября 2014 года. |
| Младший статс-секретарь                                                | Энрико Дзанетти            | ГВ          | До 29 января 2016 года. |
| Министерство экономического развития                                   |                            |             | |
| Министр                                                                | Карло Календа              | ДП          | С 10 мая 2016 года. |
| Министр                                                                | Маттео Ренци (вр. и. о.)   | ДП          | 5 апреля — 10 мая 2016 года. |
| Министр                                                                | Федерика Гуиди             | Независимая | До 5 апреля 2016 года. |
| Заместитель министра                                                   | Карло Календа              | ДП          | До 6 февраля 2015 года представлял ГВ. В отставке с 18 марта 2016 года. |
| Заместитель министра                                                   | Клаудио Де Винченти        | ДП          | До 9 апреля 2015 года. |
| Заместитель министра                                                   | Тереза Белланова           | ДП          | С 29 января 2016 года. |
| Заместитель министра                                                   | Иван Скальфаротто          | ДП          | С 29 января 2016 года. |
| Младший статс-секретарь                                                | Антонелло Джакомелли       | ДП          | |
| Младший статс-секретарь                                                | Симона Викари              | НПЦ         | До 29 января 2016 года. |
| Младший статс-секретарь                                                | Антонио Джентиле           | НПЦ         | С 29 января 2016 года. |
| Министерство инфраструктуры и транспорта                               |                            |             | |
| Министр                                                                | Грациано Дельрио           | ДП          | В должности со 2 апреля 2015 года. |
| Министр                                                                | Маттео Ренци               | ДП          | Временно исполняющий обязанности с 23 марта по 2 апреля 2015 года. |
| Министр                                                                | Маурицио Лупи              | НПЦ         | С 23 марта 2015 года в отставке. |
| Заместитель министра                                                   | Риккардо Ненчини           | ИСП         | |
| Младший статс-секретарь                                                | Антонио Джентиле           | НПЦ         | В отставке с 10 марта 2014 года. |
| Младший статс-секретарь                                                | Умберто Дель Бассо Де Каро | ДП          | |
| Младший статс-секретарь                                                | Симона Викари              | НПЦ         | С 29 января 2016 года. |
| Министерство сельскохозяйственной, продовольственной и лесной политики |                            |             | |
| Министр                                                                | Маурицио Мартина           | ДП          | |
| Заместитель министра                                                   | Андреа Оливеро             | Независимый | До 4 июля 2014 года представлял партию Пополяры за Италию. |
| Младший статс-секретарь                                                | Джузеппе Кастильоне        | НПЦ         | |
| Министерство образования, университетов и научных исследований         |                            |             | |
| Министр                                                                | Стефания Джаннини          | ДП          | До 6 февраля 2015 года представляла ГВ. |
| Младший статс-секретарь                                                | Анджела Д'Онгия            | Независимая | До 3 июня 2015 года представляла партию Пополяры за Италию |
| Младший статс-секретарь                                                | Давиде Фараоне             | ДП          | С 10 ноября 2014 года. |
| Младший статс-секретарь                                                | Роберто Реджи              | ДП          | 19 сентября 2014 года вышел из правительства. |
| Младший статс-секретарь                                                | Габриэле Токкафонди        | НПЦ         | |
| Министерство труда и социальной политики                               |                            |             | |
| Министр                                                                | Джулиано Полетти           | Независимый | |
| Младший статс-секретарь                                                | Тереза Белланова           | ДП          | До 29 января 2016 года. |
| Младший статс-секретарь                                                | Франка Бьонделли           | ДП          | |
| Младший статс-секретарь                                                | Луиджи Бобба               | ДП          | |
| Младший статс-секретарь                                                | Массимо Кассано            | НПЦ         | |
| Министерство окружающей среды и защиты земель и моря                   |                            |             | |
| Министр                                                                | Джан Лука Галлетти         | СЦ          | |
| Младший статс-секретарь                                                | Барбара Дегани             | НПЦ         | |
| Младший статс-секретарь                                                | Сильвия Вело               | ДП          | |
| Министерство культурного наследия, культурной деятельности и туризма   |                            |             | |
| Министр                                                                | Дарио Франческини          | ДП          | |
| Младший статс-секретарь                                                | Франческа Барраччу         | ДП          | До 2 ноября 2015 года. |
| Младший статс-секретарь                                                | Илария Борлетти Буитони    | ГВ          | |
| Младший статс-секретарь                                                | Антимо Чезаро              | ГВ          | С 29 января 2016 года. |
| Младший статс-секретарь                                                | Дорина Бьянки              |             | С 29 января 2016 года. |
| Министерство здравоохранения                                           |                            |             | |
| Министр                                                                | Беатриче Лоренцин          | НПЦ         | |
| Младший статс-секретарь                                                | Вито Де Филиппо            | ДП          | |
| Конституционные реформы и связи с парламентом                          |                            |             | |
| Министр без портфеля                                                   | Мария Элена Боски          | ДП          | |
| Младший статс-секретарь                                                | Сеза Амичи                 | ДП          | |
| Младший статс-секретарь                                                | Лучано Пиццетти            | ДП          | |
| Младший статс-секретарь                                                | Иван Скальфаротто          | ДП          | До 29 января 2016 года. |
| Департамент по делам регионов, автономий и спорта                      |                            |             | |
| Министр без портфеля                                                   | Энрико Коста               | НПЦ         | С 29 января 2016 года. |
| Министр без портфеля                                                   | Мария Кармела Ланцетта     | ДП          | До 26 января 2015 года. Полномочия переданы секретарю аппарата Совета министров Грациано Дельрио. |
| Младший статс-секретарь                                                | Джанклаудио Бресса         | ДП          | |
| Государственная служба                                                 |                            |             | |
| Министр без портфеля                                                   | Марианна Мадия             | ДП          | |
| Младший статс-секретарь                                                | Анджело Ругетти            | ДП          | |

## Парламентский вотум доверия и программа
24 февраля 2014 года Сенат проголосовал за доверие правительству Ренци. В свой речи перед голосованием премьер сформулировал десять основных направлений политики своего кабинета:
- Реформа Сената: сокращение численности парламентариев, отмена права голосования Сената за доверие правительству и бюджет, возможность отказа от прямых выборов сенаторов в пользу делегирования их регионами. Кроме того, необходимо сокращение полномочий регионов, установленных V-й главой Конституции.
- Европа: признавая ответственность Италии за возникшие в экономике и обществе трудности, Ренци призвал не преувеличивать их драматизм и поставил задачу увеличения роли Италии в Европе и участия Европы в проблем стремительно изменяющегося мира.
- Школа: повышение социального престижа преподавателей, совместные усилия школы, родителей и государства в воспитании творческой личности.
- Экономические реформы: снятие ограничений на государственный долг, облегчение условий кредитования мелкого и среднего бизнеса через структуры Cassa depositi e prestiti[итал.] (кредитная организация, на 80 % принадлежащая Министерству экономики и финансов), снижение налогов.
- Трудовые отношения: увеличение численности рабочих мест через повышение инвестиционной привлекательности Италии.
- Государственная служба: установление ответственности конкретных должностных лиц за допущенные ими провалы; абсолютная прозрачность государственных расходов.
- Налоги: упрощение налоговой системы, обеспечение возможности их уплаты, не выходя из собственного дома или квартиры.
- Система правосудия: прекращение двадцатилетних идеологических баталий и преодоление сложившегося положения, когда ни одна из сторон не может доказать свою правоту; преодоление излишней затянутости в гражданских процессах, а также проблем уголовного процесса, в котором правосудие «наступает слишком поздно и бьёт слишком больно».
- Гражданское общество: интеграция иммигрантов, окончивших школу; обеспечение их гражданских прав, нахождение точек взаимодействия через компромиссы.
- Культура: широкое приобщение к культурным ценностям частных лиц, создание мира безграничных возможностей, обеспечение инвестиций в новые поколения.

25 февраля 2014 года за доверие правительству проголосовала Палата депутатов, здесь Ренци назвал в числе приоритетов своего кабинета реформу избирательного законодательства, реформу Сената, упрощение законодательства.
12 марта 2014 года Ренци объявил на пресс-конференции среди прочего о следующих планах:
- распродать с торгов 100 персональных автомобилей из правительственного гаража,
- за счёт сокращения налогов добиться увеличения на 1000 евро в год доходов тех, кто зарабатывает до 1500 евро в месяц,
- реформа трудовых отношений («Jobs Act»), направленная на сокращение безработицы, помощь работающим матерям,
- регулирование срочных трудовых соглашений (длительность не более 3 лет, доля работающих по контрактам не должна превышать 20 % занятых)[43].

## Деятельность правительства

### Культура, образование, здравоохранение, наука

#### 2014 год
20 мая 2014 года министр образования, университетов и научных исследований Стефания Джаннини объявила о введении в текущем году новых правил поступления в высшие учебные заведения Италии: на первый курс свободно зачисляются все желающие, а по его итогам производится отсеивание.

#### 2015 год
12 марта 2015 года правительство одобрило законопроект о реформе школы, получивший название La buona scuola (Хорошая школа). По словам Маттео Ренци, проект «ставит в центр учащегося и его мечты стать также гражданином. Мы говорим о гражданах, которых даём обществу. Школа даёт образование и создаёт граждан, наделяя их способностью принести собственное чувство справедливости и красоты на благо своей страны». К числу основных положений проекта наблюдатели отнесли сокращение количества рабочих мест преподавателей с предусмотренных ранее 148 тыс. до 100 тыс. Также предусмотрено усиление автономии учебных заведений: директора школ получают право нанимать преподавателей и распоряжаться фондами в размере 500 тыс. евро в год, предназначенных на оплату культурных запросов педагогов (таких, например, как посещение театров).
9 июля 2015 года Палата депутатов приняла правительственный законопроект о реформе средней школы (277 голосов «за», 173 «против» при 4 воздержавшихся). Наибольшие протесты общественности вызвали такие положения нового закона, как расширение полномочий директоров школ в отношении преподавателей (в частности, они получили право нанимать по собственному усмотрению до 10 % учительского состава школы и наравне со школьными органами самоуправления с участием школьников влиять на формирование школьной программы и оценку академических успехов учащихся); наём 100 тыс. новых постоянных преподавателей по итогам конкурсов при том, что от 40 до 60 тыс. временных учителей, отработавших более трёх лет, подпадают под действие решения Европейского суда от ноября 2014 года, которым Италия была признана виновной в злоупотреблении краткосрочными трудовыми договорами; выделение около 200 млн евро в распоряжение директоров школ (в среднем по 23 тыс. на школу), получающих право использовать эти средства для премирования наиболее успешных учителей (преподаватели опасаются, что премии достанутся не лучшим, а более покорным); предоставление налоговых льгот всем школам — не только государственным, но и частным. Противники закона также высказывают опасение, что провозглашение законом равных возможностей для обоих полов скрывает в себе угрозу внедрения в школах гендерной теории и, в частности, принципов полового воспитания и других новшеств, противоречащих моральным нормам католического мировоззрения. С точки зрения профсоюзов, расширение прав школьной администрации автоматически влечёт за собой сокращение возможностей профсоюзов для защиты прав своих членов.

#### 2016 год
26 апреля 2016 года Национальная обсерватория состояния здоровья населения в итальянских регионах (Osservatorio Nazionale sulla Salute nelle Regioni Italiane, иначе — Osservasalute) при Католическом университете Рима опубликовала доклад, в котором констатировала, впервые в истории Италии, снижение ожидаемой продолжительности жизни с 80,3 лет для мужчин в 2014 году до 80,1 в 2015, а для женщин соответственно с 85 до 84,7 лет.

### Внутренняя политика

#### 2014 год
12 марта 2014 года в Риме начались акции протеста против политики, проводимой Маттео Ренци. От 15 до 20 тысяч человек собрались у ворот Пия, чтобы выразить протест против мер бюджетной экономии, порядка распределения социального жилья, нового закона о трудовой деятельности, предусматривающего изменения в трудовых контрактах и вызвавшего ряд критики со стороны профсоюзов. В манифестации приняли участие представители движения «No Tav», выступающие против строительства высокоскоростной железной дороги между Италией и Францией Турин-Лион и участники группы «No M.U.O.S.», выступающие против строительства на Сицилии в коммуне Нишеми части телекоммуникационной системы слежения военно-морских сил США, состоящей из трёх спутниковых антенн 149 метров каждая. Затем протестующие дошли до зданий министерств труда и промышленности на виа Венето, рядом с посольством США. Радикально настроенные демонстранты начали забрасывать здания фешенебельных ресторанов и магазинов яйцами и апельсинами, а полицейских — петардами и камнями. Для разгона толпы полиция применила слезоточивый газ. В результате столкновений пострадали десятки манифестантов и 20 стражей порядка. 80 человек было задержано силами полиции. Ранения получили около 20 полицейских и примерно десяток участников акции. У одного из них в руке взорвалась петарда. Кисть пришлось ампутировать. На улицах присутствовали 2 тысячи сотрудников полиции, над городом в районе проведения манифестаций барражировали вертолёты.
2 апреля 2014 года карабинерами Брешии арестована группа сепаратистов Венеции численностью 24 человека (помимо попыток накопить лёгкое оружие, они также бронировали собственными силами бульдозер).
3 апреля 2014 года Палата депутатов окончательно утвердила законопроект секретаря аппарата Совета министров Грациано Дельрио о реорганизации системы административно-территориального устройства Италии — несколько провинций ликвидированы, их функции перешли «метропольным городам» (le città metropolitane) и «союзам коммун» (unioni tra Comuni).
4 июня 2014 года в рамках расследования прокуратурой и Финансовой гвардией коррупции при осуществлении проекта MOSE арестованы 35 человек, а мэр Венеции Джорджо Орсони (член правящей Демократической партии) подвергнут домашнему аресту. Всего под следствием оказались 100 человек, в том числе бывший президент области Венеция, ныне депутат парламента от партии Вперёд, Италия Джанкарло Галан.
11 июня 2014 года по подозрению в коррупции арестован начальник подразделения Финансовой гвардии провинции Ливорно подполковник Фабио Массимо Менделла (Fabio Massimo Mendella), в рамках расследования произведён также обыск в римском офисе заместителя командира Финансовой гвардии — генерала Вито Барди(Vito Bardi). Барди заявил о своей полной непричастности к какой-либо незаконной деятельности.
13 октября 2014 года в связи с сильными наводнениями в Италии, в том числе в Генуе, Беппе Грилло в своём блоге обвинил Маттео Ренци в том, что он ещё в августе получил предупреждение о возможности наводнений, но не принял никаких мер для предотвращения тяжких последствий. 20 ноября 2014 года Ренци в ходе поездки по пострадавшим от стихии регионам посетил Парму, где состоялись столкновения протестующих с полицией, а мэр города Пиццаротти публично возложил на правительство ответственность за сокращение объёма средств в распоряжении местных властей из-за проводимой политики ограничения бюджетных расходов.
3 декабря 2014 года специальное оперативное подразделение карабинеров (ROS) произвело 37 арестов, и сотни человек оказались под следствием в рамках беспрецедентной полицейской операции против коррупционной сети в городской администрации Рима. Объявлено о связях большого количества должностных лиц с мафией, что спровоцировало хаос в местной партийной организации правящей Демократической партии, хотя обвинения выдвинуты также и против чиновников прежней администрации, контролируемой «Народом свободы».

#### 2015 год
29 июня 2015 года младший статс-секретарь Департамента по связям с парламентом Иван Скальфаротто объявил голодовку в знак протеста против блокирования парламентским большинством законопроекта о легализации гражданского партнёрства, что стало первым в итальянской истории случаем голодовки члена действующего правительства.

#### 2016 год
15 января 2016 года правительство одобрило постановление о декриминализации и перенесении в сферу административных правонарушений нескольких десятков деяний, включая выращивание марихуаны для терапевтических целей, повторное управление автомобилем без водительских прав, оскорбление и другие.

### Трудовые отношения

#### 2014 год
По опубликованным 1 апреля 2014 года данным ISTAT, в феврале 2014 года уровень безработицы в Италии среди трудоспособного населения в возрасте от 15 до 64 лет достиг 13 % — рекордно высокий уровень за последние 37 лет. Это 3,3 млн человек, из них 678 тысячам ещё не исполнилось 24 года. Занятость опустилась до 55,2 %. Уровень безработицы среди молодёжи достиг 42,3 %. Выступая 1 апреля на пресс-конференции в Лондоне, Ренци назвал данные «вызывающими глубокую озабоченность руководства страны» и заявил о том, что кардинально изменить основы действующего трудового законодательства невозможно, однако вполне реально его улучшить, сказав, что:
365 тысяч человек потеряли работу за минувшие 12 месяцев... Иными словами, мы теряли по тысяче рабочих мест в день. Понятно, что это огромная проблема. Да, мы видим признаки восстановления экономики, но этого явно недостаточно!
Ренци намеревался провести реформу трудового законодательства ещё в марте, заявляя, что безработица является главной проблемой, над решением которой работает правительство страны. Он пообещал к моменту начала председательства Италии в Евросоюзе 1 июля 2014 года сократить число безработных людей и вернуть экономику, одну из самых проблемных в Европе, на путь развития.
15 апреля 2014 года в ходе слушаний в Палате депутатов итальянского парламента президент Национального института статистики (ISTAT) Антонио Голини сообщил, что более 4,8 миллиона итальянцев живут в настоящее время в условиях «абсолютной бедности», при которой люди не могут позволить себе приобретение основных товаров и услуг, «необходимых для достижения минимально приемлемого уровня жизни». По данным Голини, доля итальянцев, живущих в «абсолютной бедности», с 2007 по 2012 годы выросла с 5,7 % до 8 % — это 1,72 миллиона семей, составляющих 6,8 % от их общего числа. Доля беднейших семей среди многодетных семей с несовершеннолетними детьми увеличилась в указанный период с 10,9 % до 17,1 %.
15 мая 2014 года Палата депутатов большинством 279 голосов против 143 проголосовала за придание статуса закона декрету министра труда и социальной политики Джулиано Полетти о трудовых отношениях (Jobs Act). Основные изменения, по сравнению с прежним законодательством, касаются практики заключения трудовых договоров и организации производственной практики (максимальная длительность трудового договора установлена в 3 года, продление возможно не более пяти раз, доля работающих по договорам не должна превышать 20 % от общего количества занятых).
3 декабря 2014 года Сенат большинством 166 голосов против 112 при одном воздержавшемся утвердил реформу трудового законодательства с целью его либерализации (Jobs Act, или Decreto Poletti). Следующим шагом должна стать совокупность подзаконных актов по осуществлению реформы, которые должно издать правительство. Лидер ЛЭС Ники Вендола обвинил власти в демонтаже прав человека. В Риме состоялись стычки демонстрантов с полицией, четверо человек, включая одного полицейского, получили ранения. Основу протестующих составили студенты, частично занятые и представители «низовых» профсоюзов (Cobas), чьи интересы особенно пострадали от нововведений. Идеология реформы в целом описывается как постепенное движение от системы трудовых договоров к усиленному внедрению так называемых «контрактов координированного и продолжительного сотрудничества» (contratti di collaborazione coordinata e continuativa, также известные под аббревиатурой «co. co. co.»), которые предполагают большую свободу для всех сторон трудовых отношений и придают работающему по найму некоторые признаки предпринимателя, тем самым снижая степень его социальной защищённости.
12 декабря 2014 года в Италии состоялась всеобщая забастовка, организованная профсоюзами. В 54 городах прошли митинги протеста против либерализации рынка труда и «пакта стабильности».

#### 2015 год
20 февраля 2015 года правительство утвердило постановления, необходимые для вступления в силу Jobs Act.
3 июня 2015 года ISTAT (Национальный институт статистики) опубликовал данные по занятости населения, согласно которым в апреле по сравнению с мартом количество рабочих мест увеличилось на 159 тыс., уровень безработицы снизился в среднем на 0,2 % до 12,4 % в апреле, а среди молодёжи — на 1,6 % до показателя 40,9 %. За период с января по март общий уровень безработицы составил 13 %, что означает снижение этого показателя впервые с 2011 года.

#### 2016 год
По опубликованным в мае 2016 года данным ISTAT в апреле уровень безработицы снизился по сравнению с апрелем 2015 года на 0,4 % до 11,7 %, хотя в марте 2016 года этот показатель был ещё ниже — 11,5 %. Уровень безработицы среди молодёжи составил 36,9 %.

### Экономика и финансы

#### 2014 год
28 февраля 2014 года правительство одобрило новую редакцию так называемого декрета «Спаси Рим» (decreto Salva Roma), в соответствии с которым городу выделены средства на покрытие муниципальных расходов. 27 февраля, после отмены правительством старой редакции декрета из-за позиции Движения пяти звёзд и Лиги Севера, мэр Рима Иньяцио Марино заявил о готовности «закрыть» столицу ввиду отсутствия средств в городском бюджете (впервые этот декрет был принят правительством Летта 28 октября 2013 года).
13 марта 2014 года в своём двухчасовом выступлении, Маттео Ренци сообщил подробности предлагаемых им реформ и пообещал «не оставить камня на камне от действующей политической системы Италии». В частности, Ренци предложил лишить Сенат права голосовать за законопроекты и утверждать правительство, а также провести реформу госслужбы, которая сократит число бюрократов:
Давайте начнём с пересмотра излишнего влияния политиков и пошлём сигнал семьям обычных людей, каждый день борющихся за выживание. Эту задачу я бы определил как историческую.
В экономической сфере Ренци предложил начать с сокращения налогов для предприятий и граждан, а компенсировать уменьшение поступлений в бюджет он намерен сокращением госрасходов и увеличением заимствований. Ренци пообещал к 1 мая снизить на 10 процентов стоимость электричества для производств и увеличить фонд гарантий для малых и средних предприятий и в случае неудачи своих реформ пообещал навсегда уйти из политики.
17 марта 2014 года после германо-итальянских консультаций в Берлине канцлер ФРГ Ангела Меркель выразила поддержку курса реформ, предлагаемого премьер-министром Италии Маттео Ренци:
У меня нет оснований сомневаться в том, что Италия выполнит критерии, предусмотренные европейским пактом о стабилизации и экономическом росте.
Ренци намерен увеличить дефицит госбюджета на 0,2 процента, чтобы иметь возможность финансировать запланированные реформы, объявив об облегчении налогового бремени для работодателей, что обойдётся казне в 10 миллиардов евро. В 2013 году дефицит госбюджета Италии составлял 3 % ВВП. Согласно прогнозам Европейской комиссии, в 2014 году он составит 2,6 %. Ренци заявил, что до июля 2014 года государство выплатит все свои долги в размере 68 миллиардов евро, а также, о намерении увеличить число рабочих мест путём проведения реформ на рынке труда, существенно сократить аппарат чиновников и в долгосрочной перспективе упразднить Сенат. После встречи с Меркель Ренци заявил, что «Италия должна, наконец, прекратить верить в то, что мы проводим реформы потому, что этого желает Брюссель или наши партнёры по ЕС. Европа — это не проблема. Европа — это выход из ситуации».
28 марта 2014 года на интернет-аукционе eBay выставлена первая партия персональных автомобилей, распродажа которых, согласно плану сокращения правительственного автопарка, должна продолжаться до 16 апреля.
15 апреля 2014 года правительство произвело назначения руководства в крупных акционерных обществах, контрольный пакет которых принадлежит государству (в том числе Eni, Enel, Finmeccanica, государственные железные дороги, почта). В семи корпорациях из восьми персональный состав обновлён, три места получили женщины.
18 апреля 2014 года правительство приняло декрет о снижении налога на доходы физических лиц (IRPEF). В частности, для дохода в размере от 8000 до 18000 евро в год снижение составляет 3,5 %. В целом люди с доходом до 24000 евро в год смогут экономить 80 евро в месяц, для доходов в интервале от 24000 до 26000 в год эта экономия постепенно снижается до нуля. Одновременно сокращены расходы на оборону, содержание правительства, Верховного суда и обеих палат парламента. Для банков налог на пересмотр доли участия в капитале Банка Италии повышен с 12 до 20 %.
18 мая 2014 года правительство разрешило перенести с июня на сентябрь уплату налога на общегородские нужды (TASI) тем коммунам, которые до 23 мая примут такое решение, во всех прочих он должен быть уплачен 16 июня 2014 года.
18 июня 2014 года Палата депутатов большинством 322 голоса против 149 (по сведениям разных газет, при 8 или 9 воздержавшихся) окончательно утвердила в качестве закона декрет правительства от 18 апреля 2014 года о налоге на доходы физических лиц (IRPEF), сохранив его основные положения.
В июне 2014 года государственный долг Италии достиг нового исторического максимума: 2 168 400 000 000 евро (за первое полугодие 2014 года он увеличился на 99,1 млрд евро; 36,2 млрд из этой суммы потрачено на нужды государственной службы).
22 декабря 2014 года Палата депутатов с некоторыми поправками утвердила большинством 307 голосов против 116 правительственный законопроект от 15 октября о «налоговом манёвре» на 2015 год, вызвав акцию протеста фракции Движения пяти звёзд прямо в зале заседания. Законом сохранено изначальное предложение правительства о средней ежемесячной экономии в размере 80 евро на налогах для физических лиц с годовым доходом от 8000 до 24000 евро. Одной из причин акции протеста левых стало повышение налога на добавленную стоимость (IVA) с 4 % до 22 %. Налог, рассчитываемый мелкими предпринимателями в упрощённом паушальном режиме (regime forfettario) поднят до 15 %, но для доходов от 15000 до 40000 евро он выше.

#### 2015 год
15 октября 2015 года правительство одобрило проект финансового закона (Legge finanziaria), или «закон стабильности» (Legge di Stabilità) на 2016—2018 год, предусматривающий среди прочих мер сокращение налога на прибыль для юридических лиц (IRES) с 27,5 до 24 %. Законопроект должен быть утверждён парламентом, который имеет право внести поправки.
22 ноября 2015 года правительство приняло постановление о мерах спасения четырёх коммерческих банков (CariFerrara, Banca Marche, Popolare dell’Etruria, CariChieti), вступившее в силу 23 ноября. Документ не предусматривает выделения финансовым институтам бюджетных средств, а только меры административного характера, включая создание «банков-мостов».
23 ноября 2015 года министр транспорта Дельрио по окончании утреннего заседания правительства объявил о принятом решении продать частным инвесторам 40 % государственной компании железных дорог Ferrovie dello Stato.
22 декабря 2015 года Сенат на последнем заседании года перед Рождественскими каникулами большинством 162 голоса против 125 одобрил финансовый «закон стабильности», рассмотренный ранее Палатой депутатов. Предложенный правительством закон разрешает увеличение дефицита государственного бюджета с 1,4 % ВВП до 2,4 %, то есть на 17,6 млрд евро, хотя Европейская комиссия разрешила Италии увеличить этот показатель только до 1,8 %. В то же время закон предусматривает снижение налогов, в частности отменяет налог на так называемый «первый дом» (то есть дом, в котором человек постоянно живёт).
По итогам 2015 года средний уровень инфляции оказался самым низким с 1959 года: 0,1 % (в 2014 году этот показатель составил 0,2 %). При этом цены на энергоносители снизились примерно на 9-11 %, а продовольствие подорожало в пределах от 2,3 % до 3,2 %.

#### 2016 год
17 апреля 2016 года состоялся референдум по вопросу о внесении поправки в ст. 1 п. 239 «закона стабильности» на 2016 год, основной смысл которого итальянская пресса сформулировала как голосование «за» или «против» добычи нефти в 12-мильной исключительной экономической зоне Италии. 85,5 % избирателей проголосовали «за», но, поскольку явка составила 31,18 % при необходимом кворуме 50 % плюс один голос, референдум признан несостоявшимся.
13 мая 2016 года опубликованы статистические данные, согласно которым ВВП Италии вырос в последнем квартале 2015 года на 0,2 %, а в первом квартале 2016 года — на 0,3 %, что означает рост по сравнению с итогами первого квартала 2015 года на 1 %.

### Внешняя политика

#### 2014 год
2 марта 2014 года в Палаццо Киджи состоялось совещание с участием Маттео Ренци, министра обороны Роберты Пинотти и министра иностранных дел Федерики Могерини в связи с развитием политического кризиса на Украине после голосования в Совете Федерации России о разрешении президенту Путину ввести войска на территорию этой страны. По итогам встречи опубликовано итоговое заявление о поддержке правительством Италии суверенитета Украины.
6 марта 2014 года Ренци принял участие во внеочередной встрече на высшем уровне Европейского совета в Брюсселе по вопросам общей политики в политическом кризисе на Украине и возможности применения санкций против России. Кроме того, перед Ренци стояла задача продемонстрировать свою способность стать следующим председателем Евросовета после того, как 5 марта Еврокомиссия причислила Италию к странам с чрезмерными макроэкономическими проблемами.
6 марта 2014 года в Риме, в здании Министерства иностранных дел Италии (Палаццо делла Фарнесина) под председательством министра иностранных дел Федерики Могерини, премьер-министра и министра иностранных дел Ливии, а также заместителя генерального секретаря ООН Джеффри Фелтмана состоялась международная конференция в связи с политическим кризисом в Ливии с участием министров иностранных дел и других представителей 35 государств и 7 международных организаций, вовлечённых в процесс политической трансформации Ливии. В ходе встречи также состоялись консультации министра иностранных дел России Лаврова и государственного секретаря США Керри по вопросу урегулирования политического кризиса на Украине.
27 марта 2014 года президент США Барак Обама посетил Италию с официальным визитом; после встречи с ним Маттео Ренци сказал: «Обама является примером для нас».
3 апреля 2014 года королева Великобритании Елизавета II прибыла с визитом в Италию. Она встретилась с президентом Наполитано в его резиденции и с Папой римским Франциском в Ватикане.
4-5 июня 2014 года Ренци принял участие во встрече лидеров «большой семёрки» в Брюсселе, организованной без участия России вместо отменённой встречи «большой восьмёрки» в Сочи. По итогам встречи оглашено требование к России признать результаты президентских выборов на Украине 25 мая 2014 года и прекратить оказание помощи противникам центрального правительства в восточных регионах Украины (в противном случае к России будут применены новые санкции). Также обсуждались события в Сирии и Ливии. Итальянский премьер призвал завершить этап строгой бюджетной экономии, уменьшить влияние европейской бюрократии, начать широкие инвестиции в экономический рост, совместно решать проблемы нелегальной иммиграции и энергетической безопасности.
16 октября 2014 года в Милане началась встреча на высшем уровне стран АСЕМ, перед участниками которой выступил Маттео Ренци. 17 октября в рамках второго дня работы международного форума при посредничестве Ангелы Меркель и других европейских лидеров состоялись переговоры В. В. Путина и П. А. Порошенко о путях урегулирования вооружённого конфликта в Донбассе и решения проблемы поставок российского природного газа на Украину, исход которых описывался двумя сторонами по-разному. Порошенко заявил о достижении важных соглашений (в том числе о проведении выборов в Донецке и Луганске в соответствии с нормами украинского законодательства), а пресс-секретарь российского президента Д. С. Песков упомянул только о наличии серьёзных противоречий между сторонами.

#### 2015 год
4 марта 2015 года премьер-министр Маттео Ренци прибыл с визитом в Киев, где на встрече с президентом Украины Порошенко высказался за сохранение суверенитета Украины и соблюдение минских мирных соглашений, а в полдень отбыл в Москву.

#### 2016 год
2 февраля 2016 года было объявлено об отправке Италией в иракский город Эрбиль дополнительно 130 военнослужащих с вертолётами для участия в боевых действиях международной коалиции во главе с США против Исламского государства (450 человек планировалось направить в Мосул для защиты плотины). К 12 мая итальянский контингент наземных войск стал вторым по численности в Ираке после американского. Предполагается, что окончательная цифра составит 1100 человек.

## Окончание полномочий
7 декабря 2016 года Ренци официально подал президенту Маттарелла прошение об отставке после поражения правительства на конституционном референдуме 4 декабря по вопросу изменения полномочий и порядка формирования Сената.
12 декабря 2016 года принесло присягу правительство Джентилони.